# 硅谷 (电视剧)
，一部美国电视喜剧，讲述了硅谷六位年轻人的创业故事。全剧由有线电视网HBO播出，于2014年4月6日首播。第一季共有8集，HBO 随后续订了第二季， 于2015年4月12日首播。 2015年4月13日，HBO宣布续订了本剧的第三季，于2016年4月24日播出。 2016年4月21日，HBO宣布续订第四季，在2017年播出。2017年，HBO宣布续订了本剧的第五季，在2018年3月开始播出。HBO續訂第六季也是最後一季，共有7集，於2019年10月27日播出。

## 情节
| 季數 | 集数 | 集数 | 首播日期       | 首播日期      |
| 季數 | 集数 | 集数 | 首映           | 季终          |
| ---- | ---- | ---- | -------------- | ------------- |
| 1    | 8    | 8    | 2014年4月6日   | 2014年6月1日  |
| 2    | 10   | 10   | 2015年4月12日  | 2015年6月14日 |
| 3    | 10   | 10   | 2016年4月24日  | 2016年6月26日 |
| 4    | 10   | 10   | 2017年4月23日  | 2017年6月25日 |
| 5    | 8    | 8    | 2018年3月25日  | 2018年5月13日 |
| 6    | 7    | 7    | 2019年10月27日 | 2019年12月8日 |

### 第一季
理查德·亨德里克斯（Richard Hendricks，托马斯·米德蒂奇饰演） 是一名为大型互联网公司互利（Hooli）工作的程序员。他同时也居住在由企业家埃里克·巴赫曼（Erlich Bachman，T·J·米勒饰演）开办的育成中心中，在那里，他开发了一款名叫魔笛手（Pied Piper）的音乐移动应用程序。亨德里克斯在向风险投资人皮特·格雷戈里（Peter Gregory，克利斯朵夫·埃文·维尔奇饰演）推销了魔笛手之后，也向一群嘲笑他的互利同事展示了魔笛手。很快，互利的高层主管唐纳德·邓恩（Donald "Jared" Dunn，外号“杰瑞德”，扎克·伍兹饰演）和格雷戈里的助手莫尼卡（Monica，阿曼达·克鲁饰演）意识到亨德里克斯的应用程序中含有一个革命性的数据压缩算法。得知此事后，互利的CEO盖文·贝尔森（Gavin Belson，马特·罗斯饰演）提出要以四百万美元的价格收购魔笛手。与此同时，皮特·格雷戈里承诺向魔笛手投资二十万美元，占股百分之五，这使得魔笛手的也达到了四百万美元，与贝尔森的出价相同。格雷戈里的估值使得贝尔森提高了他的收购价格至一千万美元。然而，在莫尼卡和巴赫曼的鼓励下，亨德里克斯最终选择了格雷戈里的融资方案。随后，他雇佣了孵化器中的全体成员，除了他的好朋友内尔森·比盖蒂（Nelson "Big Head" Bighetti，外号“大头”，乔什·布雷纳饰演），和离开了互利的邓恩一起组建了魔笛手公司。
但是亨德里克斯忘记了注销自己为推广魔笛手而注册的TechCrunch竞技场，而互利抓住这个机会在展会上公布了他们基于魔笛手逆研究出的云压缩平台核动力（Nucleus），在压缩性能与魔笛手持平的情况下还加入了针对多平台云计算的功能。魔笛手的成员在参加完核动力的发布会后心灰意冷，在酒店内讨论该如何面对核动力和第二天的竞技场比赛时，亨德里克斯从巴赫曼、吉尔弗里奥和迪纳什瞎聊到的淫荡话题中获得启发，连夜更改了魔笛手的核心和算法，并为此砍掉了之前设计的多个扩展功能。并在第二天的比赛中，以破纪录的压缩成绩获得了冠军。

### 第二季
在TechCrunch赢得挑战后，多个风投向魔笛手的A轮提供融资。然而，虽然Richard表示有兴趣，但一些风投批评Richard缺乏感知方向，并希望提供更好的“愿景”回来。巴赫曼坚持认为，这是一个种降低魔笛手的估值策略。他们开始通过侮辱每一间风险投资公司来抬升融资估值。有一间叫EndFrame的公司表示了投资意向，并叫上工程师来讲解，结果被Bachman和Jared发现这是一个窃取算法的骗局。
Peter死后，由Laurie Bream（苏珊·克赖尔饰演）代替Peter运行Raviga资本。Laurie给Richard 在风投中最高报价：20％的股权以1亿美元的估值。
Monica私下拜访Richard敦促Richard拒绝Raviga的报价，称这是一个“过高的估值”，这将导致未来融资几轮稀释A系列投资者。Richard在参加Peter的葬礼时，Hooli起诉魔笛手侵犯版权，称Richard在Hooli工作期间使用公司的设备开发魔笛手的压缩算法。
虽然官司看上去证据不足，然而Raviga撤回他们的报价。多米诺骨牌效应发生，所有的风投都撤回他们的报价，声称巴赫曼的行为是“粗鲁”，而Hooli的诉讼增加太多的不确定性。 Laflamme认为官司的成本为200 - 250万美元。
魔笛手付不起律师费，但Richard收到来自Belson的电话。Richard偷偷在一家墨西哥餐厅与Belson见面，Belson提出收购要约，买断魔笛手。Richard断然拒绝，声称他不希望自己的压缩算法成为Hooli的财产。Belson令人信服地指出，魔笛手和其他公司没有什么不同：任何一家公司的最终目标是规模，并成为一家上市公司，就像Hooli。他坚持官司会破产魔笛手和Richard应该得到的东西，他的公司，同时还是有可能的。 Gilfoyle，Dinesh和Bachman拒绝买断，而Monica和Jared支持。
正当Richard即将前往Hooli接受Belson的收购提议，Russ Hanneman出现在Hooli附近。尽管有Hooli有诉讼在身，Hanneman依然为魔笛手提供了500万美元贷款，让Richard拒绝了Hooli的收购要约。
Hanneman投资后，Richard开始质疑自己的决定，因为Hanneman的糟糕的声誉和他的过度干预。
Belson和他的律师会面，讨论诉讼策略。他们决定，通过提拔Big Head到Hooli的“最大胆”部门 Hooli [XYZ]，来让人们认为是Big Head创造的压缩算法，而Richard从Hooli偷走了算法来创建魔笛手。
当Hooli“核动力”的4K视频直播失败后，魔笛手试图通过为功能饮料公司Homicide的特技表演做现场直播来宣传魔笛手。尽管有很好的合作前景，但埃利希过去与Homicide公司CEO有过节，并与特技表演赛车手产生的一系列问题，最终使得魔笛手退出。他们不得不直播未孵化秃鹰视频。EndFrame公司利用魔笛手的算法接手了Homicide公司的4k直播业务，Richard很生气，但并没有阻止EndFrame的法律手段。
魔笛手面临着EndFrame窃取知识产权的问题，EndFrame吹嘘自己庞大的销售部门将弥补他们技术上的不足。Hanneman安排EndFrame和魔笛手合并，但Richard拒绝了。Gilfoyle无意中拿到了一个EndFrame的管理员用户名和密码，从中拿到了EndFrame的销售合同，准备用来挖走EndFrame的客户。Richard接触到了色情网站Intersite网站CEO，他们正在和EndFrame谈判一千五万的交易，并提供了一个技术优先交易。Intersite的CEO提出EndFrame和魔笛手之间的“烘烤关”，看看谁能够更好地压缩他们的视频数据，但比赛被取消，因为Hanneman的不小心删除了服务器里大部分的视频。
大头和Hooli的员工在酒吧聊天，Hooli的员工把“核动力”手机原型遗留在酒吧，大头看到”核动力”手机的性能后惊呆了，大头把原型提供了Richard，作为对付Belson的筹码。Belson同意放弃诉讼并申请仲裁，以防止科技博客的记者发现“核动力”手机多么难用。
仲裁时Hooli的律师没有找到任何不利于Richard的证据。然而，巴赫曼无意中使Hooli认识到Richard在Hooli工作时，曾在Hooli计算机上对魔笛手进行了测试，而Richard的雇佣合同中的条款意味着Hooli拥有魔笛手的产权。Hooli呼吁Richard作为证人，不要说谎，Richard承认，他在Hooli的电脑进行了测试。然而在审查Jared与Hooli的合同时，法官发现该合同有一项条款违背了加州的法律，宣布合同无效。由于Richard的合同也有这一条款，Richard和Hooli的合同无效，魔笛手胜诉。Richard本来以为要失去魔笛手，发送短信请同事删除所有魔笛手代码，结果最终胜诉。但好在删除程序崩溃，代码没有被成功删除。
同时博物馆决定将摄像头取出，然而技术人员发生意外，被困在山沟。摄像头直播着受伤的技术员，迫使Gilfoyle，Dinesh，Jared和Bachman维护服务器，以保持他们的服务器不会因为过大访问量而宕机。尽管服务器最终因负载过大而起火，但直到技术人员被救出直播结束之前，服务器依然保持正常运行。
Hooli仲裁失败后，Raviga买断Russ Hanneman所拥有的魔笛手的股份，确保三个魔笛手的五个董事会席位都属于Raviga。然而，由于之前发生的一连串事件，Raviga对魔笛手的CEO缺乏信心。当魔笛手全体员工正在庆祝仲裁胜利时，Richard被莫尼卡告知董事会已经投票决定开除他的CEO职位。

## 角色

### 主要角色
| 演员                                          | 角色                                            | 角色简介 | 出场   | 出场   | 出场   | 出场   | 出场   | 出场   |
| --------------------------------------------- | ----------------------------------------------- | --- | ------ | ------ | ------ | ------ | ------ | ------ |
| 演员                                          | 角色                                            | 角色简介 | 第一季 | 第二季 | 第三季 | 第四季 | 第五季 | 第六季 |
| 托馬斯·米德蒂奇 Thomas Middleditch            | 理查德·亨德里克斯 Richard Hendricks             | 魔笛手（Pied Piper）联合创始人，原互利（Hooli）程序员，斯坦福大学辍学生。因开发出具有优秀压缩性能的程序，而跳槽创业。但是创业波折不断。 | 是     | 是     | 是     | 是     | 是     | 是     |
| T·J·米勒 T. J. Miller                         | 埃里克·巴赫曼 Erlich Bachman                    | 魔笛手（Pied Piper）联合创始人，是理查德等人的房东并将他的房子称为“孵化器”。他总想以自己的资历给理查德指导，但最后总是添乱的那个人。他还有种植并吸食大麻的习惯。                                                                                                | 是     | 是     | 是     | 是     | 否     | 否     |
| 馬丁·斯塔爾 Martin Starr                      | 伯特伦·吉尔弗约尔 Bertram Gilfoyle              | 魔笛手联合首席技术官及系统架构师，和亨德里克斯等人都是巴赫曼的房客。他经常与迪尼希故意作对和拌嘴，但是两人的关系还是很紧密。他是加拿大非法移民，信奉勒维撒旦教。                                                                                                | 是     | 是     | 是     | 是     | 是     | 是     |
| 庫梅爾·南賈尼 Kumail Nanjiani                 | 迪尼希·楚泰 Dinesh Chugtai                      | 魔笛手联合首席技术官，也是巴赫曼的房客。他经常被吉尔弗约尔欺负，但还经常挑战他。他来自巴基斯坦的卡拉奇，但常被认为是拉丁裔。 | 是     | 是     | 是     | 是     | 是     | 是     |
| 扎克·伍茲 Zach Woods                          | 唐纳德“贾里德”杜恩 Donald "Jared" Dunn          | 魔笛手首席财政官及运营总监，原互利CEO盖文·贝尔森的助理之一。他是魔笛手里唯一一位不懂技术的初创成员。於第五季起正式擔任運營總監(COO)一職。 | 是     | 是     | 是     | 是     | 是     | 是     |
| 乔什·布雷纳 Josh Brener                       | 纳尔森“大头”比格海蒂 Nelson "Big Head" Bighetti | 互利XYZ实验室负责人，理查德等人的好友。为人呆木善良。没有跟随理查德等人辞职，后也因此被火箭般提升职位。 | 是     | 是     | 是     | 是     | 是     | 是     |
| 阿曼达·克鲁 Amanda Crew                       | 莫妮卡·哈尔 Monica Hall                         | Raviga Capital雇员，担任总裁助理以及拥有魔笛手的董事会席位。欣賞理查德的才華，是说服Raviga Capital投资魔笛手的重要角色。隨Raviga執行長Laurie Bream一同離開Raviga Capital後，成為Bream-Hall的共同創辦人，但在第五季時離開，正式加入魔笛手，成為首席財務官(CFO)。 | 是     | 是     | 是     | 是     | 是     | 是     |
| 克里斯托夫·伊万·威尔池 Christopher Evan Welch | 彼得·格里高利 Peter Gregory                     | Raviga Capital创始人，投资了魔笛手。和互利的创始人、CEO盖文·贝尔森曾是好友，后两人闹掰各自成立公司。因为演员在第一季时身故，所以在第二季一開始，彼得在野外旅行时因心脏病去世。                                                                                  | 是     | 否     | 否     | 否     | 否     | 否     |
| 马特·罗斯 Matt Ross                           | 盖文·贝尔森 Gavin Belson                        | 互利的创始人和首席执行官，对没有获得魔笛手一直怀恨在心，一直在为理查德等人设置障碍。与Raviga Capital创始人彼得·格里高利曾是好友，后来因理念不同成为敌人。他还信奉某印度神棍的指示。                                                                             | 是     | 是     | 是     | 是     | 是     | 是     |
| 欧阳万成 Jimmy O. Yang                        | 靳陽 Jian-Yang                                  | 留美华人，巴赫曼的房客，但是与魔笛手团队没有交集。他的英语水平很差，经常闹出麻烦。 | 是     | 是     | 是     | 是     | 是     | 是     |

## 索引
1. . HBO.   [2018-12-17]. （原始内容存档于2018-12-18） （中文（中国大陆））.
2. . HBO.   [2018-12-17]. （原始内容存档于2018-12-17） （中文（臺灣））.
3. . HBO.   [2018-12-17]. （原始内容存档于2018-12-17） （中文（香港））.
4. ↑  . CBS San Francisco. March 12, 2013  [January 20, 2014]. （原始内容存档于2018-06-30）.
5. ↑  Barney, Chuck. . Contra Costa Times. 聖荷西信使報. January 9, 2014  [January 20, 2014]. （原始内容存档于2016-05-16）.
6. ↑  Bibel, Sara. . TV by the Numbers (新闻稿). January 9, 2014  [January 20, 2014]. （原始内容存档于2016-03-05）.
7. ↑  Goldberg, Lesley. . The Hollywood Reporter. April 21, 2014  [April 11, 2015]. （原始内容存档于2021-03-06）.
8. ↑  Kleinman, Jacob. . Techno Buffalo. January 8, 2015  [April 11, 2015]. （原始内容存档于2015-01-12）.
9. ↑  Snierson, Dan. . Entertainment Weekly. April 13, 2015  [April 13, 2015]. （原始内容存档于2016-11-30）.
10. ↑  Roots, Kimberly. . TVLine. January 7, 2016  [January 7, 2016]. （原始内容存档于2016-03-08）.
11. ↑  Hibberd, James. . Entertainment Weekly. April 21, 2016  [April 21, 2016]. （原始内容存档于2018-07-31）.